# Miramar (playa)
La playa Miramar está situada en el municipio de Ceuta, en la ciudad autónoma de Ceuta, España.
Esta playa está situada en la zona suroccidental de Ceuta. Concretamente en la barriada con el nombre de Miramar. Es la playa pesquera de la ciudad de Ceuta, es por ello que en la playa suelen reposar pequeñas embarcaciones pesqueras, en los intervalos que permiten las faenas marineras.